# Augusta (nome)
Augusta  è un nome proprio di persona italiano femminile.

## Varianti
- Femminili
  - Alterati: Augustina
  - Ipocoristici: Gusta, Tina
- Maschili: Augusto[1][2]

### Varianti in altre lingue
- Inglese: Augusta[2][3]
  - Ipocoristici: Gussie[2]
- Latino: Augusta[1][2][3]
- Olandese: Augusta[2]
  - Ipocoristici: Gusta[2]
- Polacco: Augusta[2]
- Portoghese: Augusta[2]
- Sloveno: Avgusta[2]
  - Ipocoristici: Gusta, Gusti, Gustika
- Tedesco: Augusta[2], Auguste[2]

## Origine e diffusione
È la forma femminile del nome latino Augustus, che, tratto dall'omonimo aggettivo, significa letteralmente "maestoso", "augusto", "venerabile" (in quanto basato sul verbo augere, "innalzare", "far crescere").
La prima donna a portarlo come titolo fu Livia, seguita da varie altre matrone romane; nel Regno Unito si diffuse grazie ad alcune donne della casa reale che lo portarono, come la madre, la sorella e soprattutto la figlia di re Giorgio III.
Il nome Agostina, sebbene possa essere scambiato per un diminutivo di Augusta, è in realtà un suo patronimico.

## Onomastico
L'onomastico può essere festeggiato il 27 marzo, in memoria di sant'Augusta di Serravalle (o "di Ceneda", o "di Treviso"), vergine e martire.

## Persone

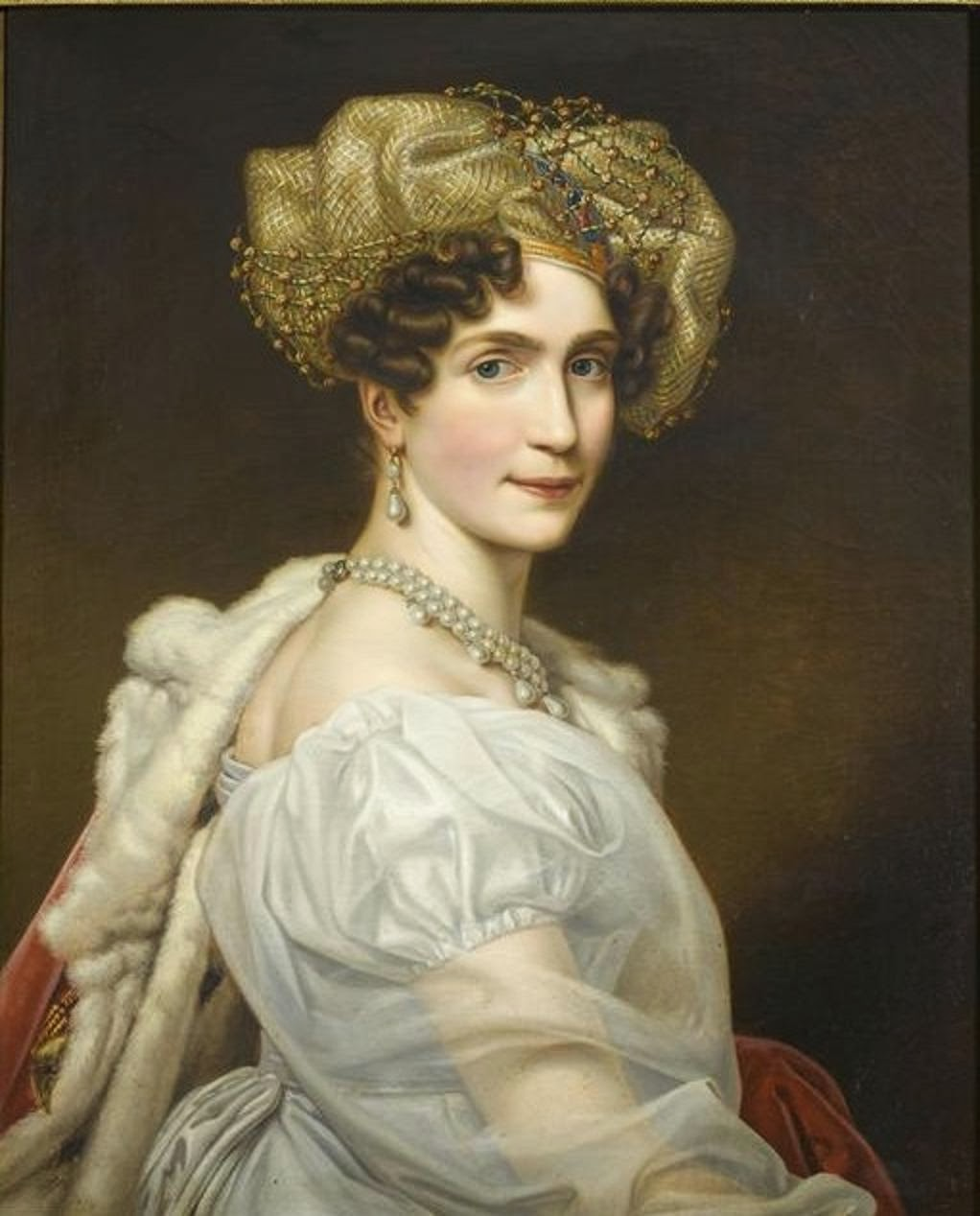
Augusta di Baviera

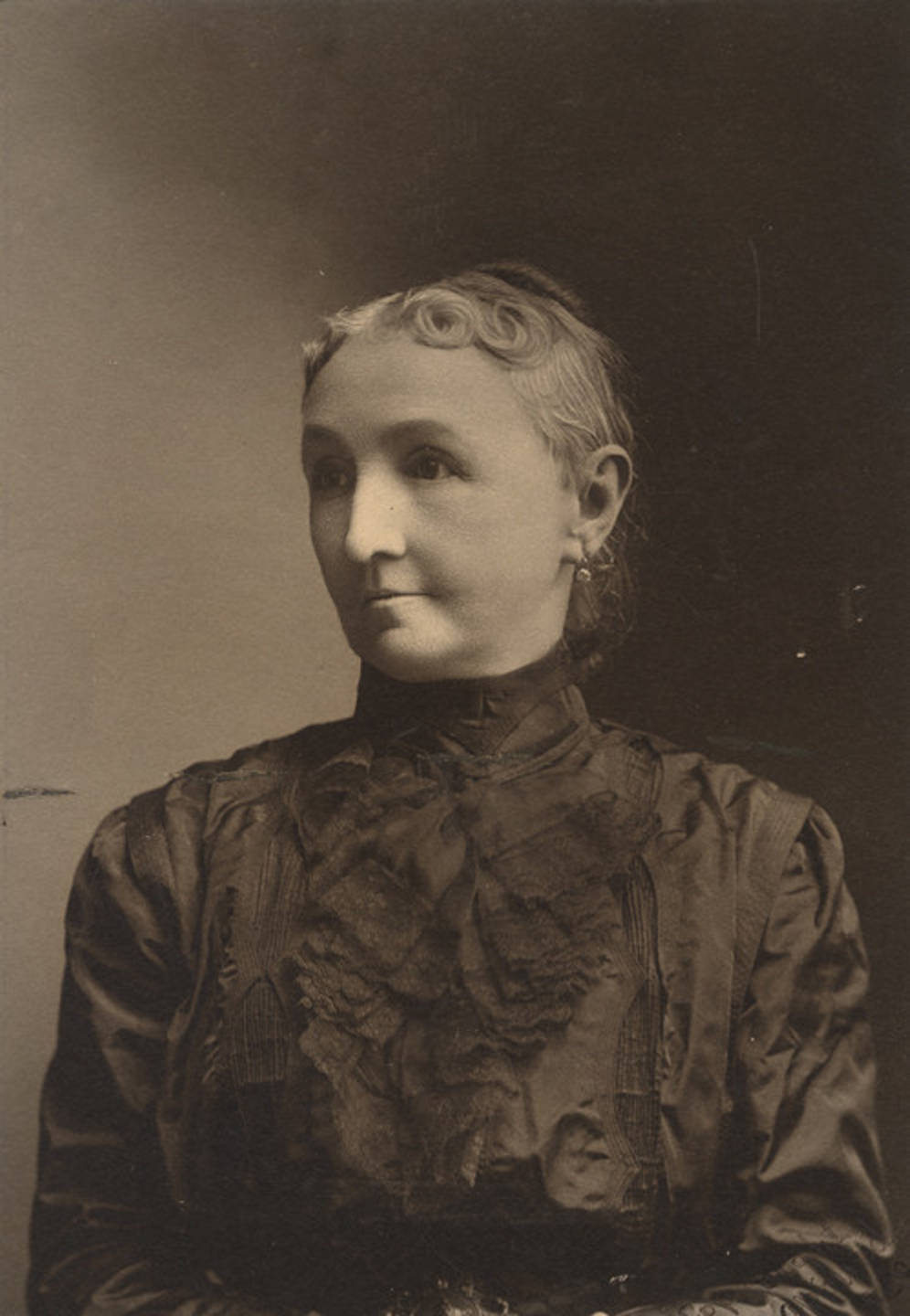
Augusta Evans Wilson

- Augusta Ferdinanda d'Asburgo-Lorena, arciduchessa d'Austria e principessa di Toscana
- Augusta di Assia-Kassel, moglie di Adolfo di Hannover
- Augusta di Baden-Baden, duchessa d'Orleans
- Augusta di Baviera, principessa tedesca
- Augusta di Danimarca, principessa danese e duchessa consorte di Holstein-Gottorp
- Augusta di Hannover, duchessa britannica
- Augusta Sofia di Hannover, principessa britannica
- Augusta di Reuss-Ebersdorf, principessa tedesca, duchessa di Sassonia-Coburgo-Gotha
- Augusta di Reuss-Köstritz, moglie di Federico Francesco III di Meclemburgo-Schwerin
- Augusta di Sassonia-Gotha-Altenburg, Principessa Vedova del Galles
- Augusta di Serravalle, santa italiana
- Augusta Eugenia di Urach, figlia di Guglielmo di Urach
- Augusta di Württemberg, figlia di Guglielmo I di Württemberg
- Augusta Bassi, nome all'anagrafe di Tina Lagostena Bassi, avvocato italiano
- Augusta Bernard, stilista francese
- Augusta Ada Byron, vero nome di Ada Lovelace, matematica britannica
- Augusta Evans Wilson, scrittrice statunitense
- Augusta Gregory, scrittrice, drammaturga e folklorista irlandese
- Augusta Holtz, supercentenaria tedesca naturalizzata statunitense
- Augusta Rapetti Bassi, pianista e compositrice italiana
- Augusta Savage, scultrice statunitense
- Augusta Costanza Succi, religiosa italiana

## Il nome nelle arti
- Augusta Cerentano è un personaggio del romanzo Menzogna e sortilegio di Elsa Morante.
- Augusta Malfenti è un personaggio del romanzo La coscienza di Zeno di Italo Svevo.
- Augusta Materassi è un personaggio del romanzo Sorelle Materassi di Aldo Palazzeschi.
- Augusta Paciock è un personaggio della serie di libri Harry Potter scritti da J. K. Rowling.
- Augusta Proietti è la protagonista femminile dell'episodio Le vacanze intelligenti compreso nel film del 1978 Dove vai in vacanza?
- Augusta Vradica è un personaggio del manga e anime Trinity Blood.

## Toponimi
- 254 Augusta è un asteroide della fascia principale, che prende il nome da Auguste von Littrow, femminista e moglie dell'astronomo Karl Ludwig von Littrow.